# ارز شخصی
ارز خصوصی (به انگلیسی private currency)ارزی است که توسط یک هستار خصوصی صادر می‌شود چه آن هستار یک فرد، یک کسب و کار تجاری، شرکت‌های غیرانتفاعی یا بنگاه‌های غیر متمرکز باشد. ارز خصوصی غالباً با پول بی‌پشتوانه صادره از سوی دولت‌ها یا بانکهای مرکزی در تضاد است. در بسیاری از کشورها، صدور ارزهای کاغذی خصوصی و / یا ضرب سکه‌های فلزی که قرار است به عنوان ارز مورد استفاده قرار گیرند، مثلاً در ایالات متحده (کد فصل ۴۸۶ از عنوان هجدهم ایالات متحده) ممکن است حتی یک عمل مجرمانه باشد. با رمزارزهای دیجیتال گاهی اوقات متفاوت رفتار می‌شود. به عنوان مثال، رمزارزها در ایالات متحده قانونی است اما در چند کشور (عمدتاً در غرب آسیا و آفریقای شمالی) غیرقانونی است.
امروز در بیش از ۳۵ کشور بیش از چهار هزار ارز صادر شده خصوصی وجود دارد. اینها شامل دادوستدپایاپای بازرگانی تجاری است که از اعتبارات دادوستد پایاپای به عنوان واحد مبادله ای، مبادلات خصوصی طلا و نقره، پول کاغذی محلی، سیستم‌های رایانه ای اعتبار و بدهی و ارزهای دیجیتالی در گردش مانند ارز طلای دیجیتال استفاده می‌کنند.